# بنكسية واهية
بنكسية واهية (الاسم العلمي:Banksia attenuata) هي نوع نباتي يتبع جنس البنكسية من فصيلة البروطية.